# More Than Friends (série télévisée)
Ne doit pas être confondu avec More Than Friends.
More Than Friends (hangeul : 경우의 수 ; RR : Kyeongueui Su ; lit. Number of Cases) est une série télévisée sud-coréenne mettant en vedette Ong Seong-wu (en), Shin Ye-eun et Kim Dong-jun. Il a été diffusé pour la première fois sur JTBC le 25 septembre 2020.

## Synopsis
More Than Friends raconte l'histoire de deux amis qui ont eu le béguin l'un pour l'autre pendant 10 ans mais qui sont restés amis à cause de malentendus.

## Distribution

### Acteurs principaux
- Ong Seong-wu (en) : Lee Soo
  - Ha Yi-an : Lee Soo (jeune)
- Shin Ye-eun : Kyung Woo-yeon
- Kim Dong-jun : On Joon-soo

### Acteurs secondaires
- Pyo Ji-hoon : Jin Sang-hyuk
- Baek Soo-min : Han Jin-joo
- Ahn Eun-jin : Kim Young-hee
- Choi Chan-ho : Shin Hyun-jae
- Ahn Nae-sang (en) : Lee Young-hwan
- Kim Hee-jung (en) : Choi Won-jung
- Jo Ryun : Park Mi-sook
- Seo Sang-won : Kyung Man-ho
- Yang Hee-jae : Chul-soo
- Kang Yoon-je : Joon-young
- Oh Hee-joon : Min Sang-shik
- Jung Mi-hyung : Min-ah
- Yoon Bok-in : Oh Yoon-ja
- Kim Dal-yul : Kim Chul-soo
- Baek Seo-yi : Hwang Ji-hyun

## Production

### Développement
Le premier titre de travail de la série est Number of Cases Friends Become Lovers (hangeul : 친구에서 연인이 되는 경우의 수 ; RR : Chingueseo Yeonini Dweneun Kyungwooui Soo).

### Casting
Le 18 février 2020, le média Osen a annoncé qu'Ong Seong-wu (en) jouerait le rôle principal de la série. Le même jour, un autre média a révélé que Shin Ye-eun serait la co-star d'Ong. Fantagio et NPIO Entertainment (respectivement les agences d'Ong et Shin) ont confirmé qu'ils examinaient tous les deux positivement l'offre mais que rien n'avait encore été décidé,. Le 25 mars, l'agence de Kim Dong-jun a confirmé que l'acteur avait rejoint le rôle principal. La composition finale a été confirmée le 9 avril.

### Tournage
Une partie du tournage a eu lieu sur l'île de Jeju,.

## Libération
Le premier trailer de la série a été publié le 7 août 2020,. Il a reçu une réponse positive sur les médias sociaux et les portails Web.

## Accueil

### Audiences
- À ce tableau, les nombres en bleu représentent des audiences les plus faibles et les nombres en rouge, les plus fortes.
- NC indique que la note n'est pas connue.

| Épisodes | Dates de diffusion originale | Audience    |             |
| Épisodes | Dates de diffusion originale | AGB Nielsen | AGB Nielsen |
| Épisodes | Dates de diffusion originale | National    |             |
| -------- | ---------------------------- | ----------- | ----------- |
| 1        | 25 septembre 2020            | 1,510%      |             |
| 2        | 26 septembre 2020            | 1,438%      |             |
| 3        | 9 octobre 2020               | 1,612%      |             |
| 4        | 10 octobre 2020              | 1,611%      |             |
| 5        | 16 octobre 2020              | 1,336%      |             |
| 6        | 17 octobre 2020              | 1,572%      |             |
| 7        | 23 octobre 2020              | 1,318%      |             |
| 8        | 24 octobre 2020              | 1,131%      |             |
| 9        | 30 octobre 2020              | 1,442%      |             |
| 10       | 31 octobre 2020              | 1,529%      |             |
| 11       | 6 novembre 2020              | 1,499%      |             |
| 12       | 7 novembre 2020              | 1,412%      |             |
| 13       | 13 novembre 2020             | 1,448%      |             |
| 14       | 14 novembre 2020             | 1,311%      |             |
| 15       | 27 novembre 2020             | 1,324%      |             |
| 16       | 28 novembre 2020             | 1,260%      |             |
| Moyenne  | Moyenne                      | 1,422%      |             |

### Sources
- (en) Cet article est partiellement ou en totalité issu de l’article de Wikipédia en anglais intitulé « More Than Friends (TV series) » (voir la liste des auteurs).